# Johan Muyle
 (novembre 2023).
Pour les articles homonymes, voir Muyle.
Johan Muyle (né le 15 décembre 1956 à Montignies-sur-Sambre) est un artiste contemporain belge pratiquant la sculpture, le dessin et la photographie.

## Biographie
Johan Muyle est né à Charleroi en 1956 et vit et travaille en Belgique. Il a exposé dans des galeries privées, des centres d’art publics ou privés, des musées situés en Allemagne, en Autriche, en Belgique, au Brésil, au Chili, en Chine, à Cuba, en Corée, au Danemark, en Espagne, en France, en Italie, au Sénégal, au Royaume-Uni, aux Pays-Bas, en Pologne, au Portugal, … ses œuvres sont présentes dans des collections publiques et privées européennes et nord-américaines et il participe régulièrement à des foires ou biennales internationales d’art contemporain internationales.
Johan Muyle produit principalement des sculptures d’assemblage animées. Johan Muyle consigne dans des cahiers de format A5 les dessins préparatoires à l’élaboration de ses objets et installations.
En 1991, l’artiste décide de quitter l’intimité de son atelier pour se rendre au Zaïre (aujourd’hui la République démocratique du Congo), avec comme projet de rencontrer et de travailler avec des artistes et des artisans locaux. À l’occasion de différents séjours, il rencontre les artistes kinois dont Chéri Samba (avec qui il réalisa une conversation publiée dans le livre Kin moto Na Bruxelles) et des enfants des rues qui réalisèrent des objets sous la direction de l’artiste. Ces éléments furent intégrés plus tard dans des sculptures qui évoquent les impressions de l’artiste lors de ces voyages africains (les problèmes sous l’ère Mobutu, les pillages, la famine, le sida).
En 1994, Johan Muyle se consacre à la production d’installations composées de peintures monumentales animées réalisées en collaboration avec des peintres affichistes du Tamil Nadu dans le sud de l’Inde. En 2003, cette collaboration – avec les peintres affichistes dont le travail a aujourd’hui quasiment disparu – a abouti à la réalisation d’une peinture murale animée de 1600 m2 à la gare du Nord à Bruxelles, intitulée I Promise You (’r) a Miracle.
En 2004, Johan Muyle a réactivé un travail individuel et la production de sculptures motorisées – utilisant les nouvelles technologies – composées d’objets assemblés récoltés lors de voyages ou via Internet. Ces dernières œuvres posent un regard critique singulier, poétiquement distancié sur la condition humaine, la radicalisation des religions, la disparition des utopies collectives ainsi que sur des sujets d’actualité.
La nature singulière du travail de Johan Muyle – qui combine vanités, carnavalesque et humanisme – en fait un héritier de la tradition artistique belge et un de ses acteurs les plus représentatifs sur la scène internationale de l’art contemporain, comme en témoignent sa présence dans l’exposition La Belgique visionnaire (commissaire Harald Szeemann) au Palais des beaux-arts de Bruxelles en 2005, sa participation à l’exposition ABC – Art Belge Contemporain au Fresnoy en France en 2012 (commissariat : Dominique Païni) et l’acquisition de l’œuvre monumentale Het zwarte schaap – Hommage à James Ensor par le musée Middelheim à Anvers, son œuvre a fait l'objet d'une rétrospective au MACs musée en 2020 - 2021.
Johan Muyle est considéré comme l'un des artistes les plus originaux et les plus stimulants de la scène artistique belge contemporaine.